# Атаев, Байрам Дурды
Байрам Дурды Атаев (неизвестно — 21 августа 1995) — советский туркменский хозяйственный, государственный и партийный деятель.

## Биография
Член КПСС.
С 1930 года — на хозяйственной, общественной и политической работе. В 1930—1970 гг. — советский и партийный работник в Туркменской ССР, заместитель наркома государственного контроля Туркменской ССР, первый секретарь Фарабского райкома КП(б) Туркменистана, слушатель Высшей партийной школы при ЦК ВКП(б), секретарь Марыйского обкома КП Туркменистана, первый секретарь Ташаузского областного комитета КП Туркменистана, секретарь парткома Керкинского производственного управления, первый секретарь Керкинского райкома КП Туркменистана.
Избирался депутатом Верховного Совета Туркменской ССР 5-7-го созывов.
Умер в Ашхабаде в 1995 году.